# プリムス・リライアント
リライアント（Reliant ）は、クライスラー（現：フィアット・クライスラー・オートモービルズ）の一部門であるプリムスが1981年から1989年にかけて生産していた乗用車である。

## 概要
この車はヴォラーレの後継車であり、Kボディプラットフォームをベースとしている。またプリムス・ホライゾンの上級ポジションでもある。
外観の特徴は、ボディを大きく見せる巨大なバンパーと、ボディ内の多数の角のアクセントである。
ラインナップは4ドアセダン、5ドアステーションワゴン、2ドアクーペで変速機は5速MTまたは3速ATであり、駆動方式は前輪駆動のみ。
1984年、マイナーチェンジが実施され前部、後部の外観や内装、パワーユニットが変更された。その後後継のアクレイムが発売される1989年まで販売されていた。